# Vrisak (franšiza)
Vrisak je američka franšiza misterija ubojstava i slasher koja uključuje šest filmova (i sedmi u aktivnom razvoju), televizijsku seriju, robu i igre. Prva četiri filma režirao je Wes Craven. Seriju je kreirao Kevin Williamson, koji je napisao scenarij za prva dva, četvrti i sedmi film. Ehren Kruger je napisao treći. Peti i šesti dio režirali su Matt Bettinelli-Olpin i Tyler Gillett; Guy Busick i James Vanderbilt su scenaristi, a Williamson se vraća kao izvršni producent. Dimension Films producirao je prva četiri filma. Spyglass Media Group preuzeo je prava od petog filma na dalje uz Paramount Pictures distribuciju. Serijal filmova zaradio je više od 910 milijuna USD na globalnim blagajnama.
Neve Campbell, Courteney Cox, David Arquette i Roger L. Jackson (koji daje glasove Ghostfaceu) glumili su u prvih pet filmova. Cox i Jackson reprizirali su svoje uloge šesti put i jedini su članovi glumačke ekipe koji su glumili u svim filmovima do danas, a Cox je također jedina glumica koja se pojavila u šest uzastopnih filmova horor franšize. Campbell reprizira svoju ulogu u sedmom filmu. Hayden Panettiere glumi u četvrtom i šestom filmu, dok Melissa Barrera, Jenna Ortega, Mason Gooding i Jasmin Savoy Brown glume u petom i šestom. Jamie Kennedy i Liev Schreiber glume u prva tri filma, Skeet Ulrich glumi u prvom i epizodnim ulogama u petom i šestom dijelu, Marley Shelton pojavljuje se u četvrtom i petom, a Jack Quaid glumi u petom i epizodnim ulogama u šestom. Osim toga, Heather Matarazzo pojavljuje se u epizodnim ulogama u trećem i petom filmu, kao i Nancy O'Dell u drugom, trećem i četvrtom. Nakon što se pojavila u kultnoj uvodnoj sceni prvog filma i na njegovom posteru, Drew Barrymore snažno je povezana s franšizom. U seriji su također prikazani mnogi poznati glumci koji se pojavljuju u pojedinačnim filmovima u sporednim ulogama ili kao epizodne uloge.
Vrisak (1996), Vrisak 2 (1997), Vrisak (2022) i Vrisak VI (2023) dobili su velike pohvale kritičara. Vrisak 3 (2000.) dobio je mješovitiju reakciju, kao i Vrisak 4 (2011.), Cravenov posljednji film; oba su kasnije ponovno procijenjena, a četvrti film je općenito viđen kao povratak u formu. Komercijalno, prva tri filma te peti i šesti imali su odličnu zaradu, dok je Vrisak 4 imao razočaravajuću zaradu u domaćim kinima. Filmska serija također je dobitnik nekoliko nagrada i nominacija, uključujući dvostruko osvojenu nagradu za najbolji film MTV nagrada (za Vrisak 1996. i Vrisak VI 2023.).